# سنية سيدني
سنية سيدني (بالإنجليزية: Saniyya Sidney)‏ هي ممثلة أمريكية، ولدت في 30 أكتوبر 2006.

## أعمال

### أفلام
- (2016) أسوار[4]
- (2016) شخصيات مخفية[5][6][7]

## وصلات خارجية
- سنية سيدني على موقع IMDb (الإنجليزية)
- سنية سيدني على موقع قاعدة بيانات الفيلم (الإنجليزية)